# Щ-320
«Щ-320» — советская дизель-электрическая торпедная подводная лодка времён Второй мировой войны, принадлежит к серии X проекта Щ — «Щука». Находилась в составе Балтийского флота.

## История корабля
Заложена 31 декабря 1934 года на заводе № 194 имени А. Марти в Ленинграде под строительным номером 368.
Спущена на воду 12 февраля 1935 года, 29 ноября 1936 года вступила в строй, 11 декабря вошла в состав Балтийского флота.

### Служба

#### Советско-Финская война
Входила в 17-й дивизион 2-й бригады подводных лодок, базировалась на Таллин.
29 ноября 1939 года вышла на позицию к югу от маяка Ландсорт, Стокгольмский архипелаг, Швеция. В ночное время обнаруживала транспорты под охраной боевых кораблей, не атаковала их. 8 декабря во время шторма разлился электролит из аккумуляторов, после чего получила разрешение возвращаться на базу.
Второй боевой поход совершила 9-23 января 1940 года, сменила Щ-319 на позиции № 6 у острова Утё, встреч с противником не имела, попала в шторм и лёд. 20 января получила приказ возвращаться, однако в Таллин через лёд пробиться не смогла, 23 января в соответствии с новым приказом прибыла в Либаву.

#### Великая Отечественная война

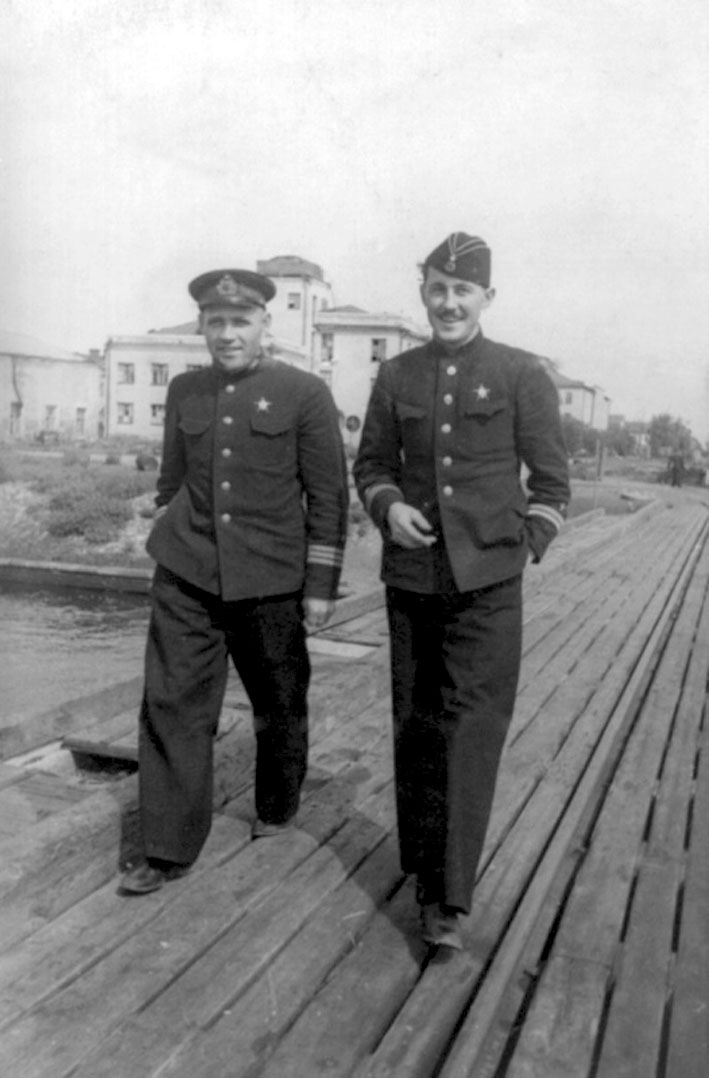
Командир подводной лодки Щ-320 капитан 3-го ранга И.М. Вишневский и штурман старший лейтенант Ю.И. Трубицын в Кронштадте.

Начало Великой Отечественной войны подводная лодка Щ-320 встретила в Таллине, во время прохождения среднего ремонта. В октябре 1940 года командование сменило на корабле не только командира, но и полностью весь экипаж, который был полностью им разложен морально. 20 сентября 1941 года вышла из Кронштадта в боевой поход, через 60 часов форсировала Финский залив, после чего заняла позицию к северу от Данцигской бухты. Трижды атаковала одиночные суда, подтверждений побед нет. В течение всего похода не имела связи с командованием из-за неверных радиоданных.
14 июня 1942 года вышла из Лавенсари в боевой поход. 16 июня атаковала плавбазу тральщиков MRS-12. 5 июля потопила торпедой немецкое судно «Анна Катрин Фритцен» (677 брт). 16 июля двумя торпедами безуспешно атаковала транспорт «Гудрун», 27 июля вернулась на базу.
В ночь на 2 октября 1942 года вышла в боевой поход, на связь не выходила, на базу не вернулась. Обнаружена 4 мая 2017 года, предполагаемая причина гибели — подрыв на мине.
23 октября 1942 года подводная лодка «Щ-320» была награждена орденом Красного Знамени.
В 2017 году участники поисковой экспедиции «Поклон кораблям Великой победы» обнаружили в районе острова Большой Тютерс в Финском заливе две советские подводные лодки класса «Щука»: Щ-320 (на глубине 46 метров) и Щ-406 (на глубине 60 метров). Обе лодки погибли при форсировании немецкого минного заграждения «Зееигель» («Морской ёж»), в 1942 и в 1943 годах.

### Командиры
- октябрь 1936 — февраль 1939 — Вячеслав Николаевич Корсак
- февраль 1939 — октябрь 1940 — Тимофей Григорьевич Мартемьянов
- октябрь 1940 — октябрь 1942 — Иван Макарович Вишневский